# Ilex aquifolium
El acebo (Ilex aquifolium) es un arbusto o como mucho un pequeño árbol de la familia de las Aquifoliáceas. Puede llegar a medir unos veinte metros de altura y vivir siglos. Forma parte de la tradición decorativa navideña tras sustituir al muérdago, en la tradición occidental católica.

## Descripción

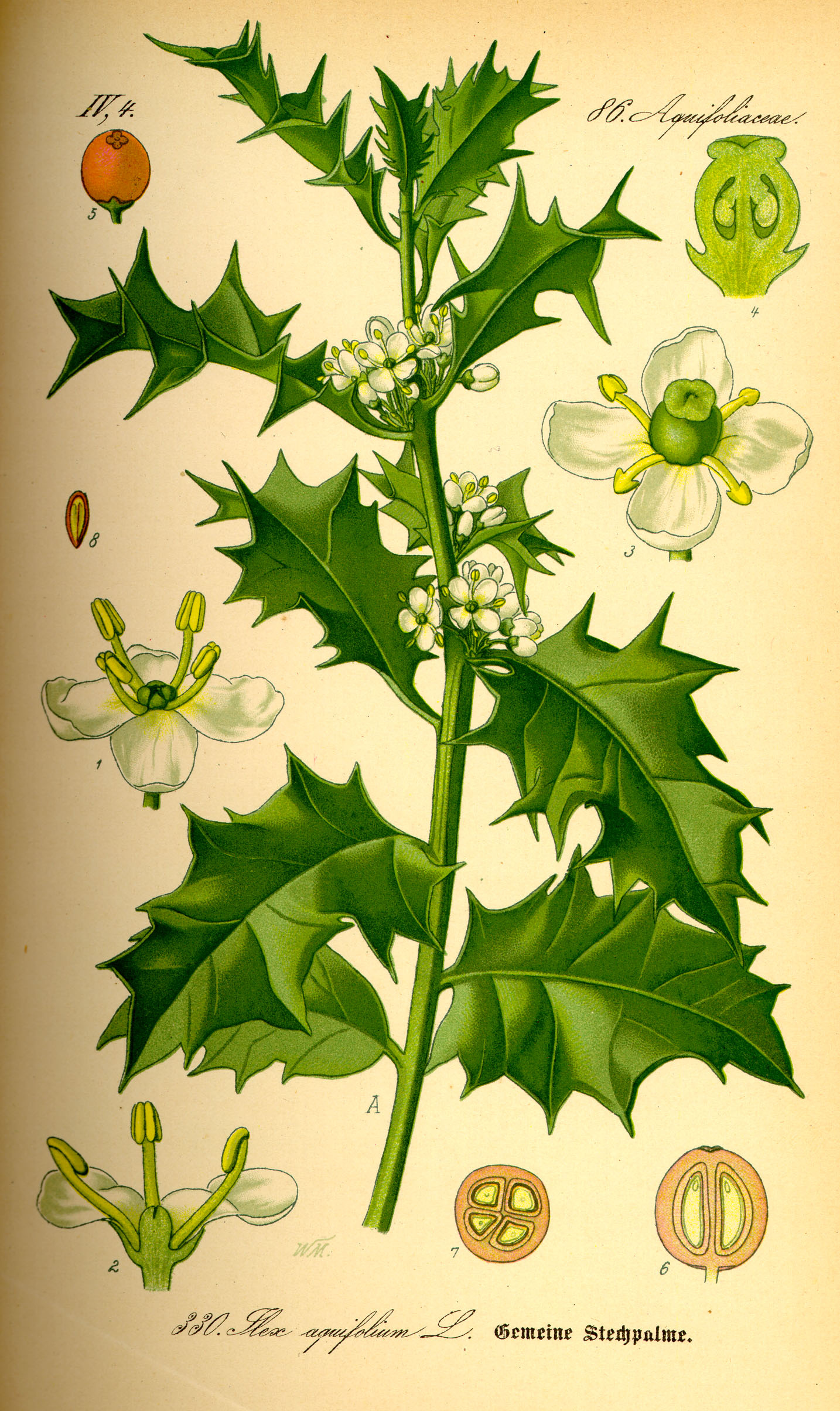
Ilex aquifolium en Flora von Deutschland, Österreich und der Schweiz (1885), de Otto Wilhelm Thomé.

Es un arbusto o arbolito glabro, funcionalmente dioico, habitualmente de unos 6 o 15 m de altura, con tronco recto, porte piramidal, y con copa densa y ramosa desde la base. Tiene la corteza lisa durante toda su vida. Al principio es de un color verdoso y a partir del segundo o tercer año va tomando un tono gris oscuro definitivo. Sus hojas son persistentes, simples, pecioladas, alternas, con forma ovalada y, como cualidad más característica, con un borde fuertemente espinoso en los ejemplares jóvenes y en las ramas más bajas en los adultos y, ni espinosas lateralmente, ni coriáceas y de color mucho más claro las jóvenes de las ramas superiores de estos últimos. Duran unos cinco años y son de color verde muy brillante por el haz y verde amarillento mate por el envés, totalmente lampiñas, muy rígidas y coriáceas.

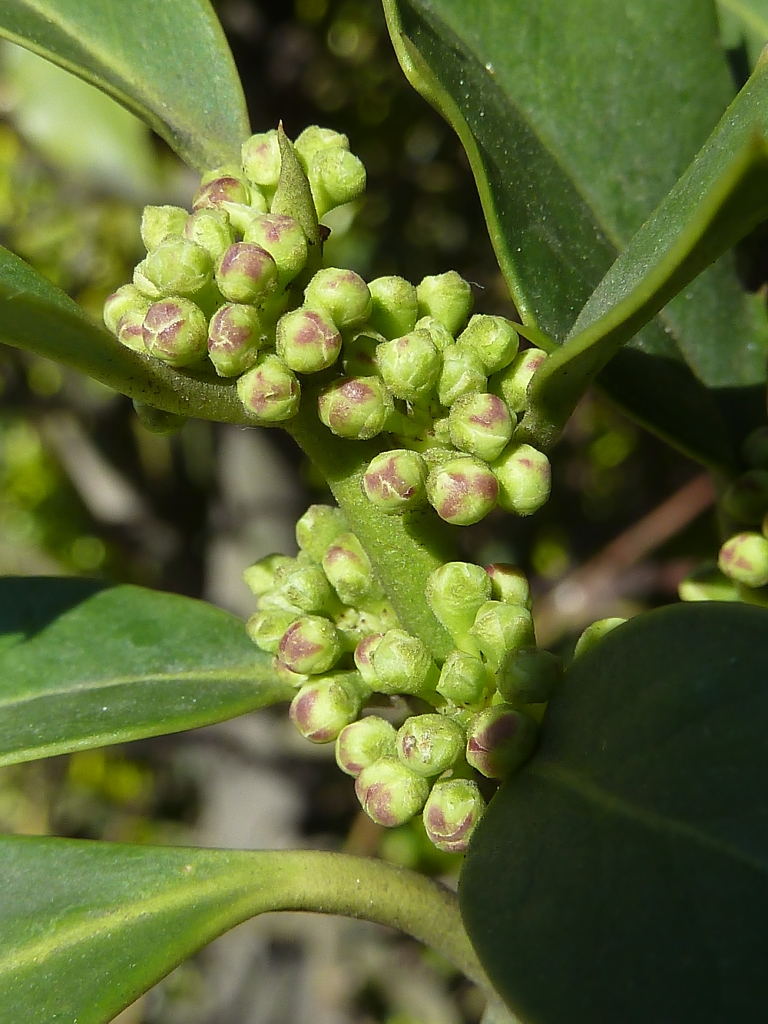
Cima de flores femeninas en pre-antesis.

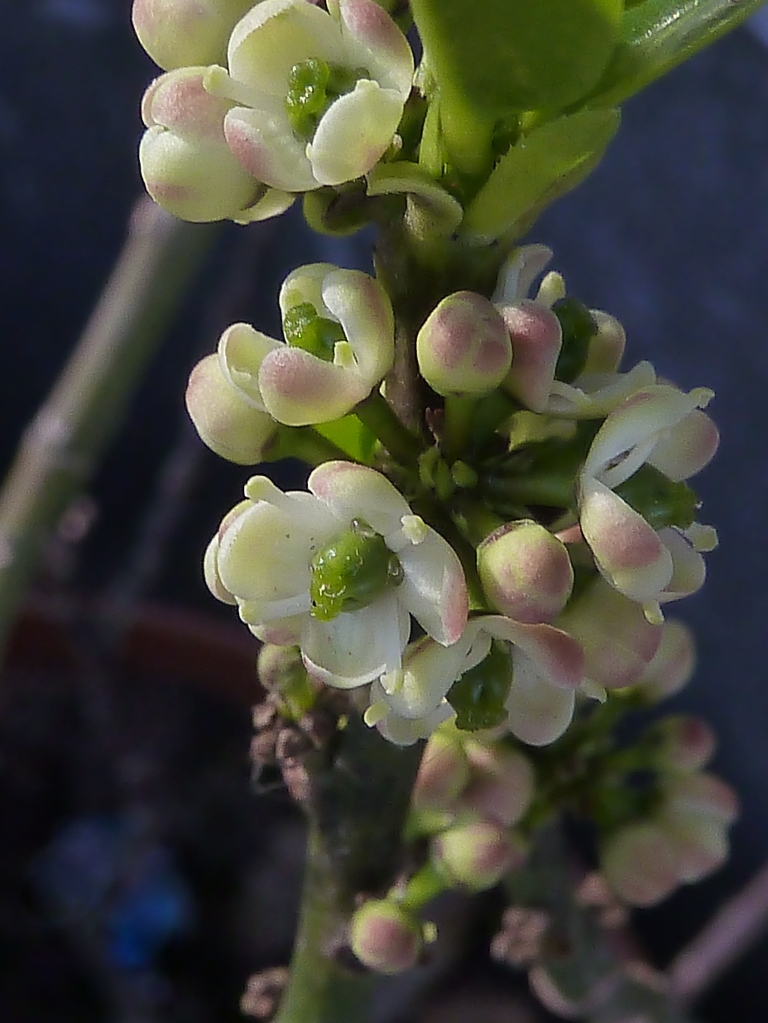
Flores femeninas en antesis, detalle.

Las flores pueden tener hasta 9 mm de diámetro, algo menos las femeninas y aparecen solas o en cimas más o menos densas. Las femeninas son dialipetalas, y las masculinas rotáceas (actinomorfas con tubo muy corto y pétalos patentes), todas de color blanco o rosado y ocasionalmente manchadas de púrpura. Tienen cuatro o cinco sépalos e igual número de pétalos, de estaminodios soldados al receptáculo debajo del ovario las femeninas y de estambres soldados a la corola las masculinas.

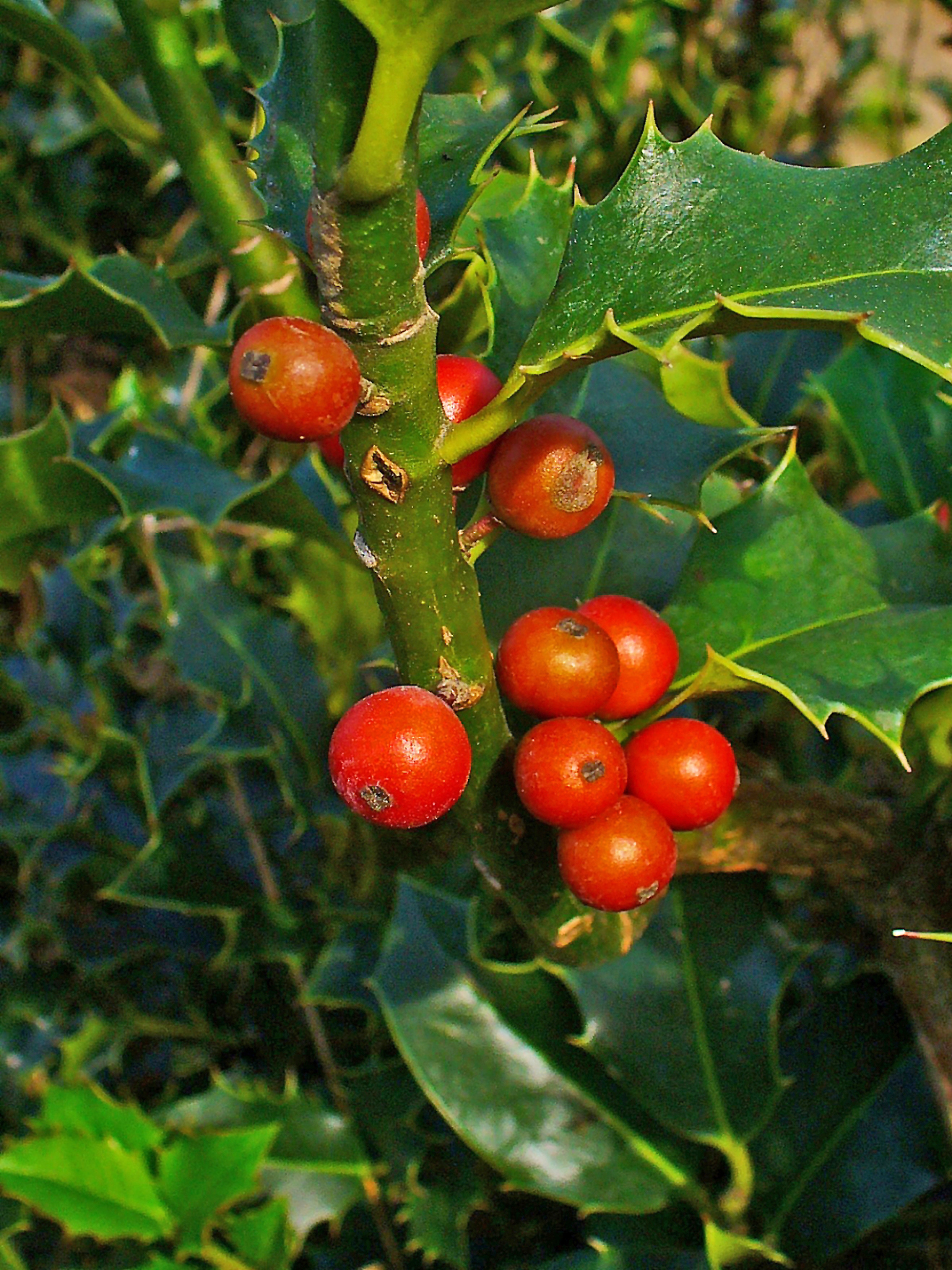
Frutos rojos, in situ.

Producen los ejemplares femeninos un fruto poco carnoso (drupa), globoso/elipsoidal centimétrico, de color verde en un primer tiempo y luego de un color rojo brillante o amarillo vivo, que madura muy tarde -hacia octubre o noviembre- y que permanece mucho tiempo en el árbol, a menudo durante todo el invierno. Contiene en su interior cuatro o cinco semillas (pirenos).
Puede llegar a vivir quinientos años, aunque normalmente no pasa de los cien.

## Distribución
Se encuentran acebos en el oeste de Asia y Europa formando parte, con ejemplares sueltos, del sotobosque de robledales y hayedos especialmente. Aunque en ocasiones puede llegar a formar un denso matorral como especie dominante. Como requiere siempre de ambientes húmedos y umbríos, se cría en el interior de los bosques o en las laderas de umbría, tajos y hoces de montaña. Asciende hasta más allá de los 2000 metros y siempre en suelos frescos y sueltos, preferentemente silíceos.
En España se dan asociados especialmente a bosques de robles y en zonas de montaña destacando la Cordillera cantábrica, la Submeseta Norte y las zonas montañosas cercanas. El acebal de Garagüeta, en la provincia de Soria, es el mayor bosque de acebos existente en la península ibérica y de Europa meridional. Comprende 406 hectáreas de bosque, de las cuales 180 son masa pura continua de acebos que crecen de forma laberíntica formando bóvedas en las que se refugian tordos, corzos y zorzales. El conjunto posee un extraordinario valor ecológico [cita requerida] El acebal más grande del Sistema Central se encuentra en el municipio segoviano de Prádena.

## Usos

### Medicina popular
El acebo era ya conocido por Aristóteles. Le llamaba "paliuro" en sus textos. La medicina natural tradicional ha empleado el acebo desde muy antiguo. Sus propiedades derivan de la presencia en sus hojas de ilicina (ilixantina), ácido cafetánico, dextrosa, goma, cera y otras sustancias en menor cantidad.
La infusión de las hojas cocidas se usaba como diurético y como laxante. Los frutos son purgantes y, en mayores dosis, un vomitivo enérgico (de uso muy peligroso para niños). 
Asimismo, la maceración en vino, de las hojas cortadas en pedacitos, servía como tonificante.

### Cinegéticos
La corteza del tronco y de las ramas contiene hidrocarburo iliceno, ácidos grasos, pectina y viscina. De dicha corteza, cocida y fermentada por enterramiento, se obtiene liga para cazar pájaros. El uso de este arte de caza es muy antiguo. Puede encontrarse descrita la obtención de liga de acebo en libros de plantas del siglo XVIII.
La liga o liria es una sustancia viscosa con la cual se embadurnan las varetas (de esparto, de juncos, etc.) y luego colocadas en sitios que visitan los pájaros, éstos quedan pegados a ellas por sus plumas. La liga se obtiene también del muérdago (Viscum album) y del ajonje (Andryala ragusina). Actualmente se fabrica a partir de productos adhesivos sintéticos. Emplear liga para cazar aves, está prohibido en España por ser un método no selectivo de caza. Una sentencia del Tribunal Constitucional, del 4 de junio de 2013, declaró inconstitucional, y sin efecto, la última Ley de la Comunidad Valenciana 13/2004, artículo 10, que intentaba legalizar la caza de tordos, empleando liga, mediante el tradicional "parany".

### Domésticos
El acebo tiene, desde muy antiguo, un uso importante en jardinería por su especial belleza en las hojas y frutos, además de ser un excelente seto porque tolera bien la poda, lo mismo que  el boj. Existen muchos jardines con setos de acebos modelados, especialmente en el Reino Unido.
La planta del acebo es igualmente usada, junto con el muérdago (Viscum album), como adorno en las casas durante las fechas navideñas. Se usaba tradicionalmente en invierno en el norte y centro de Europa, ya que suele tener frutos en esa época. Posteriormente esta costumbre se extendió a otros países a mediados del siglo XX, entre ellos España en 1930.

### Ebanistería
El acebo tiene una madera muy apreciada en ebanistería. Es muy dura y compacta, tanto que no flota en el agua al igual que le sucede a la madera de boj (Buxus sempervirens) y de palosanto (Bulnesia sarmientoi), entre otras. No tiene dibujo y es difícil de trabajar. Se usa en marquetería, tornería, herramientas de carpintero, culatas de armas de fuego, etc. Toma muy bien los tintes, por lo que se hacen perfectas imitaciones del ébano (Diospyros ebenum). 
Como dato curioso, en la reconstrucción del Palacio Real de Madrid (año 1738), se empleó madera de acebo en sus ventanas, por su buena calidad y resistencia a la podredumbre.

### Especie protegida
La recolección del acebo para usos medicinales, ornamentales, cinegéticos y en ebanistería, le ha acarreado no pocos daños, hasta el punto de estar en peligro de extinción en muchos sitios. Actualmente es una especie protegida en amplias extensiones de varios países europeos. En todo el territorio español también está protegida.
El hecho de madurar sus frutos en invierno le da a esta planta un valor ecológico muy importante, por ser una fuente singular de alimento para muchas especies, en particular de pájaros, durante la estación más dura por la escasez de recursos. El urogallo (Tetrao urogallus), un ave también protegida en España, se alimenta en pleno invierno de las drupas y, a falta de estas, de las hojas del acebo.   
Para el consumo navideño, los viveros de plantas cultivan los acebos en macetas y los venden durante las fiestas. También existen actualmente planes experimentales de reforestación de bosques mediante acebos.
Actualmente la provincia de Soria tiene más de 1500 ha en acebales puros de origen natural y en su municipio de Oncala se celebra el 9 de diciembre de cada año su tradicional Fiesta del Acebo.

### Desambiguación
Tal vez, debido a la similitud de usos, con frecuencia se confunde el muérdago (Viscum album) con el acebo (Ilex aquifolium). Curiosamente, ambos se utilizan por sus propiedades medicinales, se emplean como adornos navideños y son materia prima para fabricar la liga para cazar. Sin embargo ambas plantas no tienen nada más en común y son bien diferentes. 
El acebo es un árbol de gran porte que llega a los 10 m de altura. Tiene las hojas verdes, perennes y los frutos en forma de drupas rojas. 
El muérdago es una planta parásita cuyos tallos, de hasta unos 50 cm de largo, trepan por los troncos y ramas de sus árboles huéspedes. Los frutos, en forma de bayas, son parecidos a los granos de uva blanca, aunque más pequeños y translúcidos. A menudo es una amenaza para la vida de las especies forestales que parasita porque se convierte fácilmente en una plaga.  
Existe un municipio en Extremadura llamado "Acebo".

## Taxonomía
Ilex aquifolium fue descrita por Carlos Linneo y publicado en Species Plantarum 1: 125. 1753.
Etimología
ilex: nombre genérico que era el nombre designado en latín para una especie de Quercus (Quercus ilex) comúnmente llamada encina, que tiene un follaje similar al acebo europeo, y ocasionalmente se confunde con él.
aquifolium: epíteto latino compuesto por aqui, de acus, -uus, aguja, y folium, -ii hoja,  con el sentido de "hojas picantes". Empleado por Plinio el Viejo en Historia naturalis (27, 63), y por Catón el Viejo en De Agri Cultura (31, 1), con el significado de "acebo".
Sinonimia
- Aquifolium ferox Mill. ex Raf.
- Aquifolium heterophyllum Raf.
- Aquifolium ilex Scop.
- Aquifolium croceum Raf.
- Aquifolium lanceolatum Raf.
- Aquifolium planifolium Raf.
- Aquifolium spinosum Lam.
- Aquifolium undulatum Raf.
- Aquifolium vulgare St.-Lag.
- Ilex aquifolium var. algarviensis Chodat
- Ilex aquifolium var. balearica (Desf.) Willk. in Willk. & Lange
- Ilex aquifolium var. barcinonae Pau
- Ilex aquifolium var. heterophyllum Rchb.
- Ilex aquifolium var. laetevirens Sennen
- Ilex aquifolium var. lusitanica Chodat
- Ilex aquifolium var. senencens Gaudin
- Ilex balearica Desf.
- Ilex montserratense Sennen
- Ilex perado subsp. iberica (Loes.) S.Andrews
- Ilex perado var. iberica Loes.
- ?Ilex camelliifolia Carrière
- ?Ilex chrysocarpa Wender.
- ?Ilex ciliata Koehne
- ?Ilex citriocarpa Murr
- ?Ilex echinata Mill.
- ?Ilex ferox Aiton ex Steud.
- ?Ilex fischeri Carrière
- ?Ilex maderensis Willd.
- ?Ilex sempervirens Salisb.
- ?Ilex vulgaris Gray[20][21]

## Nombres comunes
Castellano: aceba (5), acebeo, acebiño, acebo, congorosa (62), acebo hembra, acebo mallorquín, acebo que lleva como cerezas, acebo-cerezo, acebro (3), acebu, aceo (3), acibu, acibuche, adebo, agrifolio (8), alcebo (2), alebro (2), aquifolia, aquifolio (5), arcebo (3), azabuche, bollitera, bolostios, cardo blanco, cardón, cardonera (9), cardón (8), carrasca, carrasco (2), carrascu, cebor, cebro (4), cebro que suelen llamar cedro, chaparro, colostios, crebol, crébol, crévol, escardamudos, grebolé, grévole, hereu, muérdago, sardón, xardón. Entre paréntesis, la frecuencia del vocablo en España.